# Петрушино (Орехово-Зуевский район)
Петрушино — деревня в Орехово-Зуевском муниципальном районе Московской области. Входит в состав сельского поселения Дороховское. Население — 228 чел. (2010).

## Расположение
Деревня Петрушино расположена в юго-восточной части Орехово-Зуевского района, примерно в 23 км к югу от города Орехово-Зуево. Высота над уровнем моря 142 м.

## История
В 1926 году деревня входила в Петрушинский сельсовет Дороховской волости Орехово-Зуевского уезда Московской губернии.
До 2006 года Петрушино входило в состав Дороховского сельского округа Орехово-Зуевского района.

## Население
В 1926 году в деревне проживало 957 человек (464 мужчины, 493 женщины). По переписи 2002 года — 250 человек (108 мужчин, 142 женщины).
| 1926 | 2002 | 2006 | 2010 |
| ---- | ---- | ---- | ---- |
| 957  | ↘250 | ↘240 | ↘228 |